# 8788 Labeyrie
8788 Labeyrie eller 1978 VP2 är en asteroid i huvudbältet som upptäcktes den 1 november 1978 av den japanske astronomen Kōichirō Tomita vid CERGA-observatoriet i Frankrike. Den har fått sitt namn efter den franska astronomerna Catherine och Antoine Labeyrie.